# Villa de la Terrasse
La villa de la Terrasse est une voie du 17e arrondissement de Paris, en France.

## Situation et accès

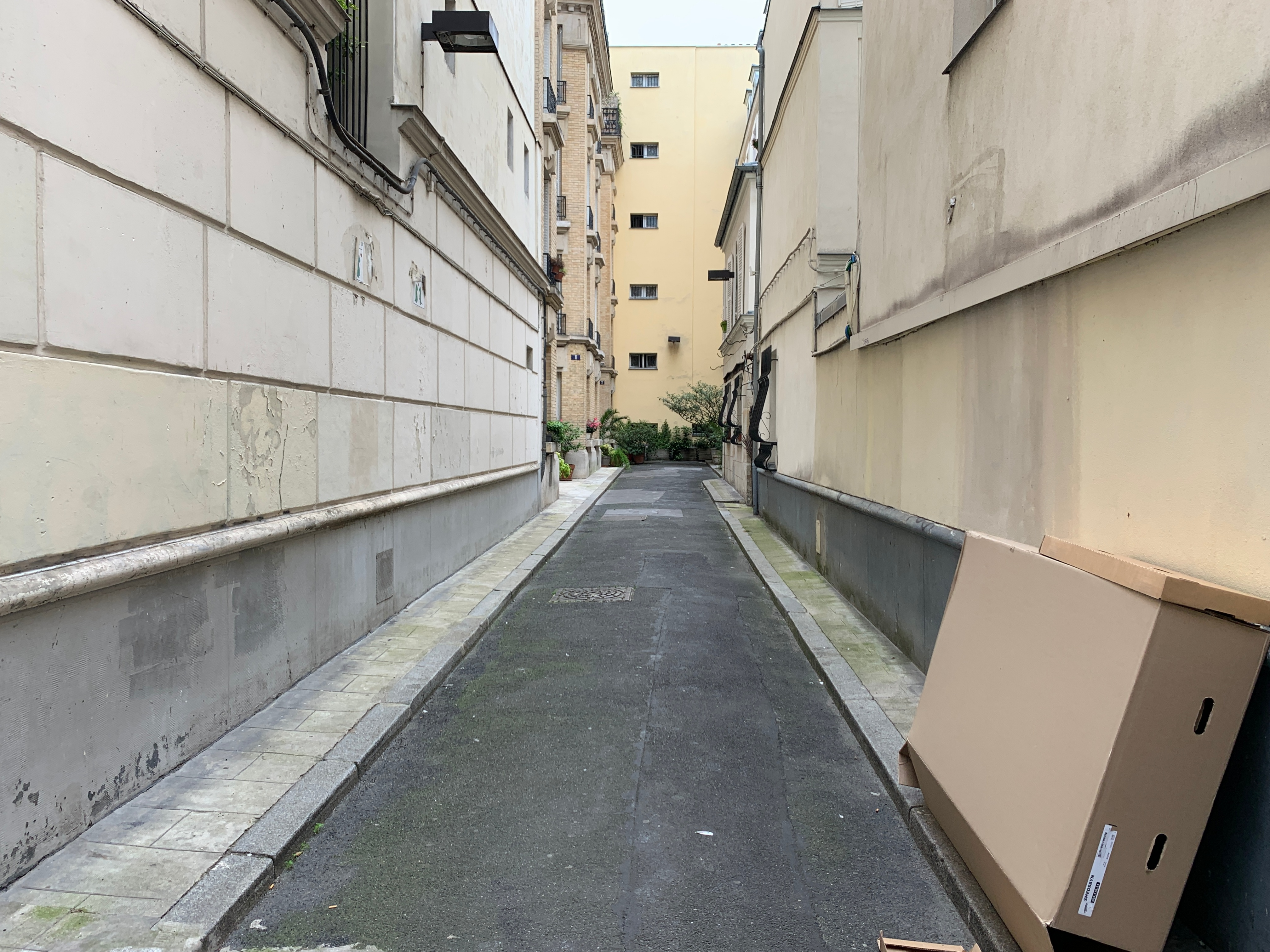
La voie en août 2021.

La villa de la Terrasse est une voie située dans le 17e arrondissement de Paris. Elle débute au 21, rue de la Terrasse et se termine en impasse.

## Origine du nom
Cette voie porte ce nom car elle est sise sur l'emplacement d'une pièce de terre autrefois dénommée « chantier de la Terrasse ».

## Historique
Précédemment dénommée « impasse de la Terrasse », elle est ouverte à la circulation publique par un arrêté du 23 juin 1959.